# Ризьке політехнічне училище
Рижське політехнічне училище (нім. Polytechnikum zu Riga; латис. Rīgas Politehniskā augstskola) — навчальний заклад Риги, заснований та почав працювати з 1862 року; 1896 року воно було перетворено на Ризький політехнічний інститут.

## Історія

### 1862-1895 роки
З ініціативи Ризької фондової біржі та Ризької думи за підтримки генерал-губернатора А. А. Суворова у 1861 році було створено навчальний заклад із технічною спеціалізацією; Положення про Ризьке політехнічне училище було затверджено імператором Олександром II 28 травня 1861 року. Спочатку училище мало статус приватної середньої школи, яка фінансувалася провінційною знатю Балтії. До нього приймалися піддані Російської імперії без вступних іспитів. Навчання здійснювалося за плату, німецькою мовою. У статуті було використано положення статутів Вищої технічної школи Цюріха. У Швейцарії та Вищої технічної школи Карлсруе у Німеччині. За прикладом університетів за училища було створено підготовче відділення.
Спочатку училище було розміщено біля Верманського парку, у будівлі на розі вулиць Суворова та Єлизаветинської; з 1869 — в новому будинку  на бульварі Raiņa(латис.), де пізніше було розміщено Латвійський університет.
На перетині XIX—XX століть Ризький політехнічний інститут мав 8 відділень, серед яких вирізнялося комерційне відділення; «Енциклопедія Брокгауза та Єфрона» відзначала:

Повнішого розвитку курс комерційної освіти досяг у ризькому політехнічному училищі <…> освіту, отримуване в цьому училищі, не нижче того, яке дають вищі комерційні школи у Франції та в Антверпені. У ньому викладаються лише спеціальні предмети, оскільки у число учнів приймаються лише які закінчили 6 класів загальноосвітніх закладів. Поряд із широкою постановкою викладання ґрунтовно ведеться і практична підготовка учнів до їхньої спеціальної діяльності. <…> Читаються в ньому, між іншим: комерційна географія та статистика, комерційна арифметика, конторська справа та рахівництво, політична економія, наука про фінанси, енциклопедична хімія, історія торгівлі, установа ризької торгівлі, історія народного господарства, торгове, вексельне та морське , товарознавство, енциклопедична фізика та комерційна практика
— Коммерческое образование // Энциклопедический словарь Брокгауза и Ефрона : в 86 т. (82 т. и 4 доп. т.). — СПб., 1890—1907. (рос. дореф.)
Протягом існування навчального закладу в ньому було створено низку студентських корпорацій: Fraternitas Baltica (з 1865), Concordia Rigensis (з 1869), Rubonia (з 1875), Arconia (з 1879), Fraternitas Arctica »(З 1880), «Selonija» (з 1880), «Veletia» (з 1883), «Vironia» (з 1900), «Talavija» (з 1900).
Величезну роль долі політехнікуму зіграв генерал-губернатор П. H. Багратіон, який всіляко дбав про розвиток освіти у Ризі. До нього політехнікум працював завдяки пожертвуванням та платі за навчання, що давало можливість навчальному закладу існувати, але не дозволяло процвітати. Багратіон спеціально організував візит до Риги міністра фінансів Російської імперії та «вибив» для політехнікуму державну дотацію в десять тисяч карбованців щороку. Крім того, генерал-губернатор наполягав на тому, щоб випускники ризького навчального закладу були прирівняні до випускників Петербурзького інституту цивільних інженерів. За Багратіона в Ризі було збудовано другий корпус політехнікуму, навчальний заклад став одним з найбільших технікумів Європи.
У Ризькому політехнікумі викладали відомі вчені. Одним із яких був Нобелівський лауреат Вільгельм Оствальд, який працював тут на хімічному факультеті (1881–1887). У Ризі Оствальд відкрив закони гомогенного кислотно-основного каталізу, винайшов прилад для вимірювання в'язкості рідких систем, сконструював перший ртутний крапельний електрод, розпочав цикл досліджень. Саме у роки своєї роботи у Ризькому Політехнікумі Оствальд написав двотомний фундаментальний підручник із фізичної хімії. У Політехнікумі видавався міжнародний журнал з фізичної хімії за участю таких видатних авторитетів науки, як Сванте Арреніус, Якоб Вант-Гофф, Анрі Ле Шательє, Д.А. І. Менделєєв, н. А. Меншуткіна та інші. Серед тих, хто прославив Ризький Політехнікум у світі науки, такі знамениті вчені, як Сванте Арреніус, Август Теплер, Карл Бішоф, Пірс Біль, Пауль Вальден та багато інших.
До 1896 року навчання в інституті велося німецькою мовою. Позитивним фактором була можливість запрошення добрих викладачів з Німеччини, Австрії, Швейцарії.

### Ризький політехнічний інститут
У 1896 році Ризький Політехнікум указом імператора Миколи II було перетворено на Ризький політехнічний інститут зі статусом вищого навчального закладу. Мовою навчання в інституті було оголошено російську, що стало причиною його залишення частиною викладачів із країн Європи. 

## Організаційна структура
В училищі було відкрито кілька відділень  :
- інженерне відділення (з 1863): декан у 1882—1902 рр. — Heinrihs Malhers
- хіміко-технічне відділення (з 1863): декан у 1882—1906 рр. — Максиміліан Глазенап(латис.)
- сільськогосподарське відділення (з 1863): декан у 1874—1879 рр. — Єгор Сіверс (Jegor fon Zivers); у 1879-1885 рр. — Рейнгольд Вольф (Reinhold Volf)
- мануфактурне відділення (1863—1865)
- механічне відділення (з 1864): декан у 1870—1901 рр. — Карл Ловіс (Karl Lovis); декан 1901-1905 рр.. — К. А. Володимиров ; декан 1905—1917 рр.. — Чарльз Кларк
- комерційне відділення (з 1868): декан у 1870—1872 рр. — Густав Кон ; в 1872-1875 рр.. — Фрідріх Клейнвехтер ; в 1877—1886 і 1888-1900 — Карл Левенталь(латис.); в 1886—1888 — Теодор Ґренберг(латис.)
- архітектурне відділення (з 1869): декан у 1870—1887 рр. — Густав Хілбіг ; у 1887—1905 рр. — Йоганн фон Кох (нім. Johann von Koch)
- геодезичне відділення (1869-1888): декан в 1870-1874 рр.. — Антон Шелл; у 1874—1887 рр.. — Олександр Бек.

В училищі були створені:
- бібліотека з читальним залом
- Аналітична наукова лабораторія (1864)
- Хімічна експериментальна станція (1864)
- Досвідчена сільськогосподарська станція Петернієки (1880)
- Механічна майстерня (1885)
- Електротехнічна лабораторія (1887)
- Хіміко-технологічна лабораторія (1889)

## Персоналії

### Директора
- 1862—1875 Наук. Ernst Friedrich
- 1875—1885 Reinhold Gustav Gangoll von Kieseritzky
- 1885—1891 Карл Левенталь
- 1891—1902 Теодор Грюнберг
- 1902—1905 и 1917—1918 Пауль Вальден
- 1906—1916 Вольдемар Книрим

### Викладачі
- Александр Бек- професор астрономії (1873-1899)
- Пірс Біль - професор математики (1895-1918)
- Ергард Брицке, - викладач хімічної технології (з 1906), потім професор хімії (1910-1917)
- Пауль Вальден,- професор хімії (1894-1911)
- Максиміліан Глазенап - професор хімії (1878-1896)
- Мартін Фюрхтегот Грюблер - професор технічної механіки (1886-1900)
- Федір Калеп - професор механіки (1895-1913)
- Чарльз Кларк - викладач, потім професор (з 1902) суднобудування (1898-1917)
- Фрідріх Клейнвехтер - професор політичної економії та статистики (1872?-1875)
- Вольдемар Кнірім  - професор сільськогосподарських наук (1880-1916)
- Густав Кон - професор політичної економії (1870-1872)
- Йоганн Кох - професор архітектурного відділення (1887-1905)
- Карл Райнхольд Купфер - викладач геометрії (1894-1915)
- Етьєн Ласпейрес - професор політичної економії (1866-1869)
- Володимир Лебединський - професор фізики (1913-1918)
- Леонідас Левицький[de]  - викладач, потім професор машинобудування (1864-1870)
- Карл Морманн[de]  - професор будівництва (1892-1894)
- Август М'ясковський- викладач економіки (1868-1873)
- Вільгельм Нейман - викладач історії мистецтв (1899-1901)
- Вільгельм Фрідріх Оствальд - професор фізики (1882-1887)
- Хайнц Пиранг[lv]  - викладач архітектурного відділення (1910-1917)
- Карл Вільгельм Ріттер- професор інженерних наук (1873-1882)
- Август Теплер - професор фізики (1865-1869)
- Густав Хілбіг - професор архітектурного відділення (1863-1887)
- Мечислав Центнершвер[lv]  - викладач хімії та фізики (з 1904), з 1917 - професор (1898-1918)
- Антон Шелл[de]  - професор геодезії, сферичної астрономії та геометрії (1864-1869)
- Франц Фридрих Шиндлер[de]  - професор сільськогосподарських наук (1888-1903)
- Арнольд Энгельберт[de]  - професор електротехніки (1883-1891)

### Почесні члени
- Вільгельм Фрідріх Оствальд (1903)
- Сванте Август Арреніус (1912)

### Випускники
- Категорія:Випускники Рижського політехнічого училища

Не закінчили:
- 1878-1881 Доливо-Добровольський Михайло Осипович
- до 1886  Яніс Бетіньш
- до 1892 р. Роберт Ергардт
- 1893-1897 Пришвін Михайло Михайлович
- 1894-1898 Всеволожський Всеволод Олексійович
- 1900-1902 Шаумян Степан Георгійович
- 1910-1914  Альфред Розенберг
- 1913?  Густав Бокіс,
- 1914-1916  Юозас Урбшис,
- 1915-1916  Яніс Аккерман

Протягом 1865—1919 років фактично вищу освіту здобули 4749 осіб.
Попри те, що заняття фізкультурою були обов'язковими лише у підготовчому відділенні, багато учнів були членами різних спортивних асоціацій; тому не дивно, що серед перших латвійських олімпійців 1912 року троє були студентами Ризького політехнічного інституту.
У період між 1918 і 1940 роками четверо випускників Політехнічного інституту — Х. Целміньш, А. Калниньш, Э. Зиемелис, В. Гулбис — керували міністерством освіти Латвійської Республіки.
Велика кількість випускників, які працювали у школах та інших навчальних закладах, свідчить про те, що політехнічний інститут давав не лише професійні знання, а й сприяв формуванню інтересу до педагогіки та розвивав навички у цій галузі.